# 바크리 (빵)
바크리(구자라트어: ભાખરી, 마라티어: भाकरी)는 둥글고 평평한 인도의 빵이다. 인도 마하라슈트라 주의 요리에 주로 쓰이며, 인도 중서부 지방에서도 유명하다. 다른 인도 빵인 로티보다 더 거칠다.
바크리는 보통 다히나 차트니, 베잉간 발타, 채소, 또는 밥과 함께 제공된다. 바크리는 주로 밀가루, 수수 가루, 손가락조 가루로 만들어진다. 그리고 인도 서부 해안가 지역에서는 쌀 가루로 만들기도 한다. 곡물 외에도 바크리에는 뜨거운 물 또한 들어간다. 아침과 점심 식사 때 먹는 경우가 많다.

## 같이 보기
- 로티
- 차파티
- 파라타
- 쿨차